# Osteopelta
Osteopelta là một chi ốc biển, là động vật thân mềm chân bụng sống ở biểns trong family Osteopeltidae.

## Các loài
Các loài trong chi Osteopelta gồm có:
- Osteopelta ceticola Warén, 1989[3]
- Osteopelta mirabilis Marshall, 1987[4]